# Błażej Gastoł

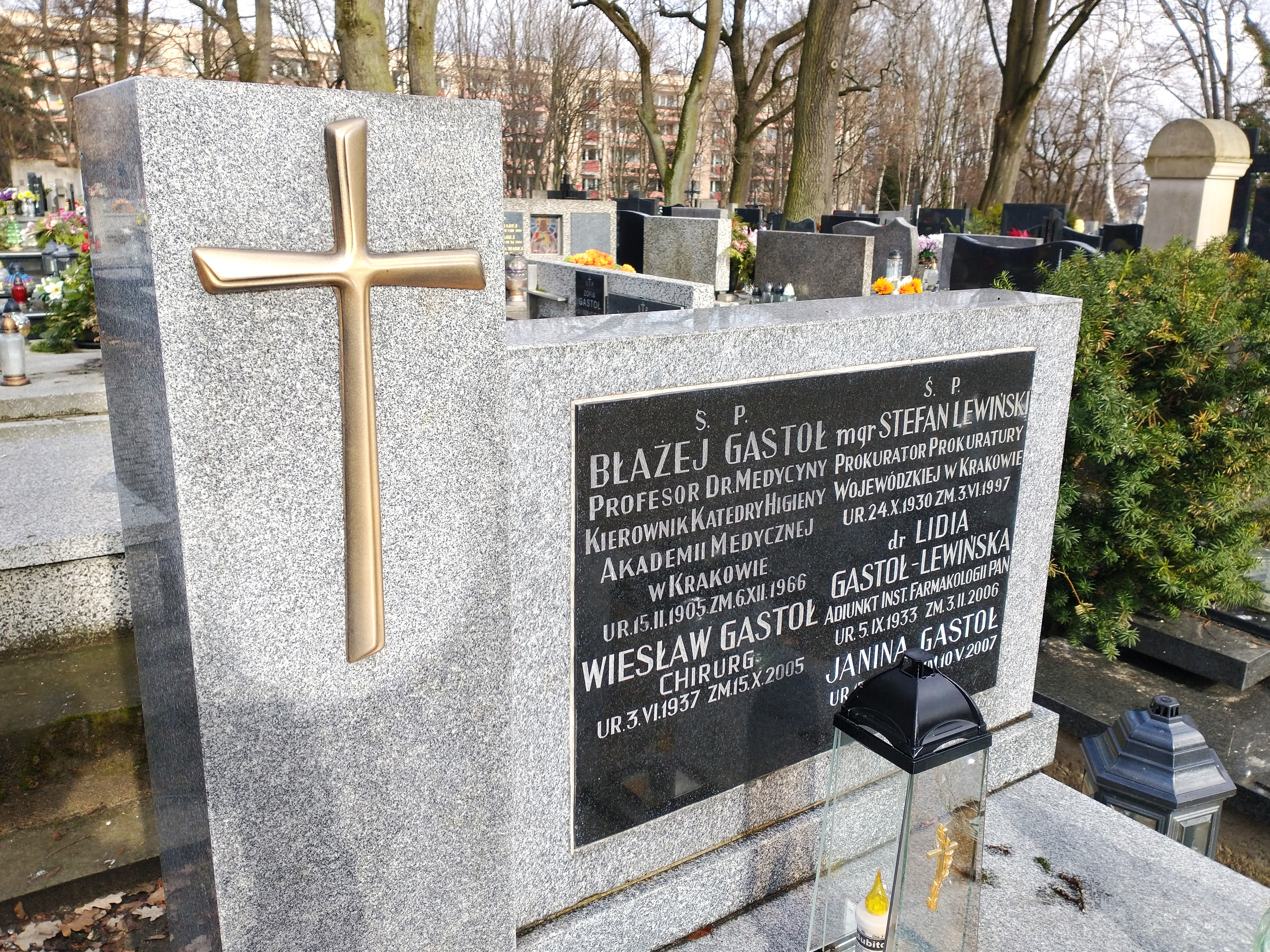
Nagrobek na cmentarzu bieżanowskim w Krakowie

Błażej Gastoł (ur. 15 lutego 1902, zm. 6 grudnia 1966) – polski lekarz, higienista, profesor Uniwersytetu Jagiellońskiego.

## Życiorys
Był uczniem prof. Witolda Gądzikiewicza. W 1950 został kierownikiem Zakładu Higieny na Wydziale Lekarskim Uniwersytetu Jagiellońskiego (po Brunonie Antonim Nowakowskim). Rozwijał wówczas kierunki badań z zakresów higieny pracy, higieny społecznej i higieny doświadczalnej. Swoje zainteresowania koncentrował głównie na problemach warunków pracy i ich wpływowi na stan zdrowia ludzi. Badał i analizował problematykę nasilenia się rozmaitych schorzeń w zależności od warunków nagromadzenia się pyłów przemysłowych, a także toksyczność rozpuszczalników. Był jednym z polskich pionierów w zakresie analizy wpływu środowiska pracy na stan zdrowia kobiet. Był ekspertem BHP, tworząc różnego rodzaju zalecenia i przepisy praktyczne obowiązujące przez długie lata potem. W 1954 był inicjatorem utworzenia Wojewódzkiej Poradni Higieny Pracy w Krakowie. Był zainteresowany sprawami higieny szkolnej, higieny sportu i wychowania fizycznego. Był jednym z pionierów medycyny wsi w Polsce. Na stanowisku kierownika Katedry Higieny UJ zastąpiła go po śmierci dr Krystyna Dłużniewska.
Został pochowany na Cmentarzu Bieżanów w Krakowie.